# Reiichi Mikata
Reiichi Mikata (jap. 三ヶ田礼一 Mikata Reiichi; ur. 14 stycznia 1967 w Ashiro) – japoński narciarz klasyczny specjalizujący się w kombinacji norweskiej, złoty medalista olimpijski oraz brązowy medalista mistrzostw świata.

## Kariera
W Pucharze Świata Reiichi Mikata zadebiutował 15 grudnia 1990 roku w Trondheim, gdzie zajął 27. miejsce w zawodach metodą Gundersena. Był to jego jedyny start w sezonie 1990/1991 i wobec braku zdobytych punktów (w sezonach 1993/1994-2001/2002 obowiązywała inna punktacja Pucharu Świata) nie został uwzględniony w klasyfikacji generalnej. W lutym 1991 roku wziął udział w Mistrzostwach Świata w Val di Fiemme. W zawodach drużynowych Japończycy w składzie Reiichi Mikata, Masashi Abe i Kazuoki Kodama zdobyli brązowy medal. Po skokach zajmowali drugie miejsce, jednak na trasie biegu zostali wyprzedzeni przez Francuzów i ostatecznie zajęli trzecie miejsce za Austriakami i Francuzami. W konkursie indywidualnym Reiichi rywalizację ukończył na szesnastej pozycji, chociaż po skokach zajmował piątą lokatę.
Pierwsze pucharowe punkty zdobył blisko rok po swoim debiucie – 14 grudnia 1991 roku w Štrbskim Plesie, gdzie był szósty w Gundersenie. W sezonie 1991/1992 startował jeszcze pięciokrotnie, w tym dwa razy zdobywając punkty, ale wyniku ze Štrbskiego Plesa już nie poprawił i w klasyfikacji generalnej zajął ostatecznie 14. miejsce. Najważniejszym punktem sezonu były Igrzyska Olimpijskie w Albertville, rozgrywane w lutym 1992 roku. W zawodach drużynowych wspólnie z Kenjim Ogiwarą i Takanorim Kōno sięgnął po złoty medal. Japończycy byli zdecydowanie najlepsi na skoczni, wyprzedzając drugich po skokach Austriaków o 29.5 pkt, co przełożyło się na blisko dwie i pół minuty przewagi. Na trasie biegu Japończycy nie należeli do najszybszych, jednak przewaga wywalczona w skokach wystarczyła, by z bezpieczną przewagą dobiec do mety na pierwszym miejscu. Drugie miejsce zajęli ostatecznie Norwegowie, który stracili 1:26 min, a Austriacy, którzy zdobyli brązowy medal stracili 1:40 min. Był to pierwszy złoty medal olimpijski wywalczony przez reprezentantów Japonii w kombinacji norweskiej. Indywidualnie Japończyk był drugi w konkursie skoków i przed biegiem do lidera, Klausa Ofnera z Austrii tracił tylko 16 sekund. Na trasie biegu uzyskał jednak najsłabszy czas, co spowodowało, że ostatecznie zajął 34. pozycję.
W sezonie 1992/1993 pięciokrotnie pojawił się w zawodach pucharowych, lecz ani razu nie zdobył punktów. Słabe wyniki nie pozwoliły mu na wyjazd na Mistrzostwa Świata w Falun w lutym 1993 roku, gdzie Japończycy wywalczyli złoty medal. Od sezonu 1993/1994 zaczęła obowiązywać nowa punktacja Pucharu Świata, co sprawiło, że Mikata w czterech startach trzykrotnie wywalczył punkty. Jego najlepszym wynikiem było jednak 35. miejsce 11 grudnia 1993 roku w Sankt Moritz. W klasyfikacji generalnej dało mu to 62. pozycję. Nie brał udziału w Igrzyskach Olimpijskich w Lillehammer w 1994 roku. Ostatni oficjalny występ zanotował 12 marca 1994 roku w Sapporo, gdzie zajął 40. miejsce w Gundersenie. W 1994 roku zakończył karierę.

## Osiągnięcia

### Igrzyska Olimpijskie
| Miejsce | Dzień     | Rok  | Miejscowość | Konkurencja             | Wynik zwycięzcy | Strata      | Zwycięzca   |
| ------- | --------- | ---- | ----------- | ----------------------- | --------------- | ----------- | ----------- |
| 34.     | 12 lutego | 1992 | Albertville | Gundersen K-90/15 km    | 44:28.1 min     | +7:41.0 min | Fabrice Guy |
| 1.      | 24 lutego | 1992 | Albertville | Sztafeta K-90/3 × 10 km | 1:23:36.6 h     | –           | –           |

### Mistrzostwa świata
| Miejsce | Dzień    | Rok  | Miejscowość   | Konkurencja             | Wynik zwycięzcy | Strata      | Zwycięzca           |
| ------- | -------- | ---- | ------------- | ----------------------- | --------------- | ----------- | ------------------- |
| 16.     | 7 lutego | 1991 | Val di Fiemme | Gundersen K-90/15 km    | 41:00.6 min     | +3:38.2 min | Fred Børre Lundberg |
| 3.      | 8 lutego | 1991 | Val di Fiemme | Sztafeta K-90/3 × 10 km | 1:21:22.5 h     | +1.51.9 min | Austria             |

### Puchar Świata

#### Miejsca w klasyfikacji generalnej
- sezon 1990/1991: –
- sezon 1991/1992: 14.
- sezon 1992/1993: –
- sezon 1993/1994: 62.

#### Miejsca na podium
- Mikata nigdy nie stał na podium indywidualnych zawodów Pucharu Świata.